# IV. Konrád német király
Konrád (németül: Konrad; Andria, Német-római Birodalom, 1228. április 25. – Lavello, Német-római Birodalom, 1254. május 21.) a Hohenstaufen-házból származó német császári és királyi herceg, II. Frigyes német-római császár és II. Izabella jeruzsálemi királynő egyetlen fia, aki Jeruzsálem királya 1228-tól II. Konrád néven, Svábföld hercege 1235-től III. Konrád néven, német király 1237-től IV. Konrád néven, és szicíliai király 1250-től I. Konrád néven 1254-es haláláig.

## Élete

### Ifjúkora
II. Frigyes császár és jeruzsálemi régens, valamint II. Izabella jeruzsálemi királynő fiaként látta meg a napvilágot Andriában. Ő volt Frigyes és Jolán második fia, viszont az egyetlen aki megérte a felnőttkort. Édesanyja a szülésbe belehalt. Konrád 1235-ig Itáliában élt. Ekkor látogatott először német földre. Ez alatt az idő alatt a Jeruzsálemi Királyságot, megbízott régensként, édesapja irányította. Mialatt dúlt a lombardok háborúja, Konrád dekralálta nagykorúságát, és megszüntette a régensséget Jeruzsálemben.

### Német társkirályként
Amikor Frigyes elmozdította Konrád lázadó bátyját, Henriket, 1237-ben a bécsi gyűlés Konrádot választotta német királlyá. Ez a cím előjelezte a későbbi reményeket a német-római császárságra. Konrád az 1238 és 1245 közötti éveket Itáliában töltötte Frigyes mellett. A német régensi szerepet III. Siegfrid mainzi érsek töltötte be 1242-ig, amikor Frigyes ezt Raspe Henrikre, Türingia őrgrófjára és I. Vencel cseh királyra bízta. Konrád 1240-től közvetlenül is beleszólt a német politikába.
Azonban, amikor IV. Ince pápa kiátkozta Frigyest 1245-ben és Konráddal szemben Raspe Henriket támogatta, és meg is választatta ellenkirálynak 1246. május 22-én. Henrik legyőzte Konrádot a Nidda melletti csatában 1246 augusztusában. Konrád helyzete megerősítésére ez év őszén feleségül vette II. Ottó bajor herceg leányát, Bajor Erzsébetet. Annak ellenére, hogy Henrik a következő év elején meghalt[forrás?], a fejedelmek mégis sorra elpártoltak Konrád mellől, csak a városok többsége maradt meg a hűségén. Henriket pedig ellenkirályként Holland Vilmos követte.
Konrád 1250-ben azzal rendezte a német helyzetet, hogy legyőzte Holland Vilmost és rajnai szövetségeseit.

### Egyeduralkodóként
1250-ben II. Frigyes meghalt, ugyanebben az évben Konrád örökölte Szicíliát és Németországot. Mivel édesapja halála után nem egészen 2 héttel ellenségei az életére törtek, Konrád csak egy barátja önfeláldozása árán tudott megmenekülni. Talán ennek hatására is döntött úgy, hogy a teljes káoszba süllyedő Németországot maga mögött hagyva 1251 őszén Itáliába induljon Szicíliai öröksége átvételére. Többé nem is tért vissza hazájába, birodalmi kormányzónak apósát, Ottót jelölte ki.

### Itáliában
Lombardiában követeket küldött IV. Ince pápához, hogy elismertesse utódlását. A Staufokban ekkorra véglegesen csalódott Ince azonban eddigre már megkeményítette álláspontját, így a megegyezés nem jött létre. Dél-Itáliába megérkezve az addig itt kormányzó féltestvérével, Konráddal karöltve elfoglalta Capuát, majd 1253-ban sikeresen megostromolta Nápolyt. Nem sokkal ezután érkezett a hír, hogy otthon meghalt legfőbb támasza, a bajor herceg.
Konrád ekkor újabb kísérletet tett a pápával történő kibékülésre, IV. Ince azonban visszautasította minden közeledési kísérletét, sőt, 1254 áprilisában ki is közösítette.

### Halála
A király hadsereggel készült visszatérni a birodalomba, ám a malária – mindössze 26 éves korában – végzett vele. Erzsébet, Konrád özvegye, hozzáment II. Meinhard tiroli grófhoz, aki 1236-ban Karintia hercege lett.
Konrád 1254-es halálával interregnum kezdődött Németországban, mely alatt senki nem tudta legitimen megszerezni a császári címet. Végül a problémát Habsburg Rudolf megválasztása oldotta meg 1273-ban.

## Gyermekei
- Konrád 1246. szeptember 1-jén,[4] Vohburgban[4] házasodott össze Wittelsbach Erzsébettel[4] (1227 – 1273. október 9.), II. Ottó bajor herceg leányával. Házasságukból 1 fiú született:
  - III. Konrád jeruzsálemi király,[4] más néven Konradin (1252. március 25. – 1268. október 29.)
- Ezen kívül Konrádnak született egy törvénytelen gyermeke is:
  - Konradin[4] (? – 1269), nem összetévesztendő féltestvérével

## Idegen nyelvű irodalom
^ Judith Bennet és Clive Hollister: Medieval Europe, a Short History, 260. oldal